# Чортківські мученики
Чортківські мученики: о. Юстин Спирлак ОП (7 грудня 1895, м-ко Броновиці, нині в складі м. Кракова, Польща — 2 липня 1941, Чортків), о. Станіслав Місюта ОП (17 серпня 1909, с. Дутрів, Польща — 2 липня 1941, м. Чортків), о. Адам Знаміровський ОП (12 грудня 1910, м. Перемишль, Польща — 2 липня 1941, м. Чортків), о. Франциск Льонґава ОП (6 жовтня 1872, с. Нижня-Лонка, Польща — 2 липня 1941, м. Чортків), бр. Реґінальд Червонка ОП (4 листопада 1857, с. Ґродзісько-Дольне, Польща — 2 липня 1941, м. Чортків), бр. Анджей Бояковський ОП (14 травня 1897, с. Ушня, нині Україна — 2 липня 1941, м. Чортків), бр. Методій Кароль Іваніщув ОП (13 серпня 1910, с. Поляна, нині Україна — 2 липня 1941, м. Чортків), бр. Юзеф Вінцентович ОП (13 жовтня 1869, с. Горішня Вигнанка, нині Україна — 2 липня 1941, м. Чортків) — польські і українські католицькі діячі, розстріляні у 1940-х роках енкаведистами на березі річки Серету.
Спроби відновити трагічні події базуються на 57 свідченнях, які дали місцеві жителі. Їх опитали о. Урбан Шеремета (у 1939—1946 рр.), о. Матеуш Шустер (1942—1945 рр.) і о. Реґінальд Вішньовський (1999 р.).

## Історія мучеництва
З кінця червня 1941 року біля монастиря постійно ходили підозрілі особи. Парафіяни пропонували домініканцям переховати їх у своїх домівках, але оо. відповіли, що не залишать костел і Пресвяті Дари.
У ніч із 1 на 2 липня, близько другої години ночі, енкаведисти увірвалися до монастиря. Свідок подій Василь Павлюк, котрий тієї ночі чергував у пожежній охороні, згадував: «Після 3-ї 30-ть я бачив, як по дорозі вели отців та брата з монастиря. З обох боків ішло по двоє енкаведистів. Позаду йшли двоє місцевих жителів… В отців руки були заломлені за спину й похилені голови. Минуло близько години, й ми почули постріл. Виявилося, що застрелено нещасного чоловіка, котрий замітав дорогу і став свідком того, як вели домініканців».
Їх привели до Старого Чорткова, на місце, яке чортківці звуть Червоним Берегом, або Стінкою.
Свідками їхнього вбивства стали рибалки, які ловили рибу на Сереті. Вони стверджують, що перед смертю отці просили дати їм хвилину на молитву.
Звістка про смерть священиків розійшлася вже о 5-й ранку. Одними з тих, хто першим прибіг на місце трагедії, були жінки. Крістіна Клінська згадує: «Вранці, коли звістка про страшну трагедію дійшла до мене, я пішла туди й побачила чотирьох чоловіків, які стояли навколішки, але лицем до землі, з закривавленими головами. Гадаю, що молилися за своїх убивць».
Позбігалися люди. Жінки обтирали хусточками закривавлені обличчя застрелених і залишали ці реліквії собі. Пан Ян Шлепко о 8-й годині пішов до місцевої влади дізнатися, хто вбив домініканців? Він хотів узяти дозвіл поховати їх на місцевому кладовищі. Урядовець відповів: «То ваші люди це зробили! Якби ми хотіли щось таке зробити, то ви б і не знали, куди і коли ми їх вивезли». Насамкінець додав: «Поховайте без жодних урочистостей, до обіду повинні бути поховані».
Отців поклали в труни, вклали в руки розарії, засипали трояндами. Швидко помолилися і почали загортати могили землею хто як міг: старші — лопатами, діти — руками.
Про долю інших домініканців нічого не було відомо аж до 5-го липня. Напередодні радянські війська, відступаючи, підпалили костел і монастир. Після того, як радянські війська залишили місто, всі пішли до монастиря. «У першій кімнаті лежав на підлозі бр. Юзеф Вінцентович, у наступній, на ліжку — бр. Регінальд Червонка, в кімнаті за кухнею — бр. Методій Іваніщув. Тіло о. Героніма знайшли аж через два дні, бо пожежа не давала доступу до тієї частини монастиря, де була його кімната. Частину останків о. Єроніма було знайдено на згорілому ліжку, більша частина тіла зотліла…».
6 липня відправили св. Месу за загиблих домініканців. Поховання застрелених у монастирі отців відбулося того ж дня у склепі на домініканському міському кладовищі.
У 1991 року  відбулася ексгумація та урочисте перепоховання останків чортківських мучеників.
2 липня 1991 року стараннями о. Реґінальда Вішньовського відбулася ексгумація та перепоховання розстріляних мучеників, то в багатотисячній процесії на чолі з духовенством йшли римо-католики, греко-католики та православні. На встановленому пам’ятнику українською та польською мовами викарбували прізвища загиблих ченців.

## Бетифікаційний процес
У Львові 12 листопада 2006 року в латинській митрополичій базиліці Успіння Пресвятої Діви Марії митрополит Львівський Римсько-Католицької Церкви в Україні кардинал Мар'ян Яворський офіційно відкрив канонізаційний процес восьми братів ордену проповідників (домініканців).